# Технопарад
Технопарад (от нем. Technoparade) — это парад грузовиков, оборудованных мощными акустическими системами и усилителями звука, воспроизводящими музыку в стиле Техно. Это напоминает карнавал, но автомобили (называемые лавмобиль) обычно украшены проще. Также технопарад не разделяет традиции карнавала по части закидывания зрителей сладостями. Однако гуляки бросают конфетти (обычно большие по размеру и очень блестящие) и брызгают пеной с лавмобилей в окружающую толпу.
В основном транспортные средства — это переделанные грузовики. Для того чтобы снабдить звукоусилители энергией, грузовики дополнительно оснащаются электрогенераторами. Из соображений безопасности на техно парадах не используют платформы на конной тяге, так как воспроизводится очень шумная музыка и наблюдается достаточно хаотичная обстановка среди участников. Однако бывают платформы, приводимые в движение самими гуляющими, эти платформы также оборудованы генераторами, проигрывателями, усилителями и громкоговорителями. Некоторые автомобили принимают на борт людей за отдельную плату. Для всех остальных, кто участвует пешком или на велосипеде, посещение бесплатно.

## Официальная программа
Официальная программа не так важна, как то, что происходит неформально. В отличие от карнавала, грузовики на технопараде — это всего лишь бортовые грузовики со звуковой начинкой. Здесь не бывает фейерверков и других атрибутов грандиозного празднества. Технопарады никак не связаны с годовщинами исторических событий, они просто проходят летом при хорошей погоде.

## Характер
Технопарады имеют карнавальную атмосферу, где социальные нормы (и некоторые права, по крайне мере, их исполнение) ослаблены и иногда просто разрушены. В атмосфере хаоса и терпимости преобладает то, как участники танцуют, следуя за уходящим звуком понравившейся платформы: музыка взрывается от одного автомобиля, смешиваясь со звуком другого, что может означать резкое изменение характера танца, где сферы влияния разных платформ перекрываются. Музыка исходит от двух автомобилей, накладываясь друг на друга с одинаковой интенсивностью, и люди могут танцевать в любом из двух соревнующихся ритмов. В технопарадной субкультуре это зовется Verwirrungsgebiet (нем. «зона перекрытия») по аналогии с концепцией радиочастотной инженерией.
Улица позволяет такой тип танца, который невозможен на тесных дискотеках в помещении, и широта такого танца подчеркивается раздеванием и разбрасыванием одежды. Некоторые из толпы вскарабкиваются на какую-нибудь верхотуру и зажигают там, больше и больше на протяжении всего события. Дух технопарада после основного действа переносится на местные дискотеки, которые никак не связаны с основным действом.

## Проблемы
Конечно же, технопарады не обходятся без проблем:
- Некоторые участники считают, что на технопарадах можно официально употреблять наркотики.
- Некоторые технопарады используются производителями порнографических фильмов.
- Существует опасность травмы, вследствие большого скопления людей и двигающихся транспортных средств.
- Технопарад — это большая толпа и, при этом, мало химических туалетов — компании не в восторге сдавать туалеты на технопарад, так как разгоряченный народ их атакует и ломает. Существуют туалеты особой конструкции, но их довольно мало.

## Главные мероприятия

Число участников Парада Любви (синий) и Уличного Парада (красный).

### Мирового масштаба
- 1. Парад Любви, Берлин / Эссен / Дортмунд 1,600,000 участников (2008)
- 2. Street Parade, Цюрих 820,000 участников (2008)
- 3. Технопарад, Париж 500,000 участников (2007)

### Германия
- Парад Любви, Берлин / Эссен / Дортмунд
- Трахпарад, Берлин
- Парад Образов, Бремен
- Сою́з Демонстра́ция, Мюнхен
- Nachttanzdemo, Франкфурт-На-Майне
- Generation Move, Гамбург / Киль
- Риенкарнация, Ганновер

### Швейцария
- Озерный Парад, Женева
- Уличный Парад, Цюрих

### Другие
- Парад Любви, Сантьяго, Чили / Тель-Авив / Мехико.
- FFWD Хайникен, Dance Parade, Роттердам (Нидерланды)
- Cityparade, Гент/Льеж (Бельгия)
- Techno Parade, Париж (Франция)
- LovEvolution, Сан-Франциско (США)
- Elektro Parade, Опорто (Португалия)